# HD 202206
HD 202206 è una stella binaria di magnitudine 8,08 situata nella costellazione del Capricorno. Dista 148 anni luce dal sistema solare e il sistema è composto da una nana gialla simile al Sole e da un nana rossa, attorno alla quale orbita un oggetto substellare probabilmente categorizzabile come nana bruna..

## Osservazione
Si tratta di una stella situata nell'emisfero celeste australe; grazie alla sua posizione non fortemente australe, può essere osservata dalla gran parte delle regioni della Terra, sebbene gli osservatori dell'emisfero sud siano più avvantaggiati. Nei pressi dell'Antartide appare circumpolare, mentre resta sempre invisibile solo in prossimità del circolo polare artico. Essendo di magnitudine pari a 8,1, non è osservabile ad occhio nudo; per poterla scorgere è sufficiente comunque anche un binocolo di piccole dimensioni, a patto di avere a disposizione un cielo buio.
Il periodo migliore per la sua osservazione nel cielo serale ricade nei mesi compresi fra fine agosto e dicembre; da entrambi gli emisferi il periodo di visibilità rimane indicativamente lo stesso, grazie alla posizione della stella non lontana dall'equatore celeste.

## Caratteristiche fisiche
Le misure del satellite Hipparcos sulla parallasse della stella principale, ovvero HD 202206 A, danno un risultato di 21,58 milliarcosecondi, che corrispondono ad una distanza di 46,3 parsec. La massa, il raggio e la luminosità sono simili al Sole, mentre sull'età non c'è unanimità di idee tra gli studiosi, in quanto viene stimata da 2 a 4 miliardi di anni.
La componente B è invece una piccola nana rossa con una massa di 0,089 M⊙. Orbita attorno al baricentro del sistema, situato nei pressi della componente principale, in 256 giorni a una distanza media di 0,83 UA su un'orbita ad alta eccentricità (e=0,43).

## Sistema planetario
Nel 2000, l'analisi della velocità radiale della stella ha rivelato l'esistenza attorno alla stella di un compagno substellare con almeno 17 volte la massa di Giove. La massa superiore a 13 volte quella di Giove indica il limite al di sopra del quale un oggetto può innescare la fusione del deuterio nel suo nucleo. Alcuni ritengono questa essere la linea di demarcazione tra pianeti e nane brune, definizione supportata dall'Unione Astronomica Internazionale.  Tuttavia, alcuni scienziati hanno suggerito che il processo di accrescimento che porta alla formazione di un pianeta può formare oggetti anche al di sopra di tale limite, fino a circa 25 a 30 masse di Giove. Di conseguenza la classificazione di HD 202206 b come nana bruna o "superpianeta", non è completamente chiara.
Nel 2004, dopo ulteriori osservazioni sulla velocità radiale della stella, è stata annunciata la scoperta di un secondo compagno planetario, avente una massa minima 2,44 volte quella di Giove, che si muove su un'orbita eccentrica e impiega 1.384 giorni per completare un'orbita. Uno studio del 2017 ha rivisitato il sistema è il pianeta gioviano e ha escluso la presenza di un pianeta gioviano con massa minima 2,44 volte quella di Giove, mentre ha scoperto che il sistema è binario e che la componente B di HD 202206 è una nana rosa con una massa dell'8,9% di quella del Sole. La nana bruna orbita attorno al centro di massa, nei pressi della componente principale, in 1278 giorni, ed è in risonanza orbitale con la componente B di 1:5, ossia mentre compie un'orbita HD 202206 B ne compie cinque.
Sotto, un prospetto del sistema di HD 40307.
| Pianeta | Tipo       | Massa            | Periodo orb. | Sem. maggiore | Eccentricità | Scoperta |
| ------- | ---------- | ---------------- | ------------ | ------------- | ------------ | -------- |
| c       | Nana bruna | 17,9+2,9 −1,8 MJ | 1260 giorni  | 2,41 UA       | 0,22         | 2004     |